# Habrobracon excisus
Habrobracon excisus är en stekelart som beskrevs av Vladimir Ivanovich Tobias 1957. Habrobracon excisus ingår i släktet Habrobracon och familjen bracksteklar. Inga underarter finns listade i Catalogue of Life.